# دربار سینت جیمز

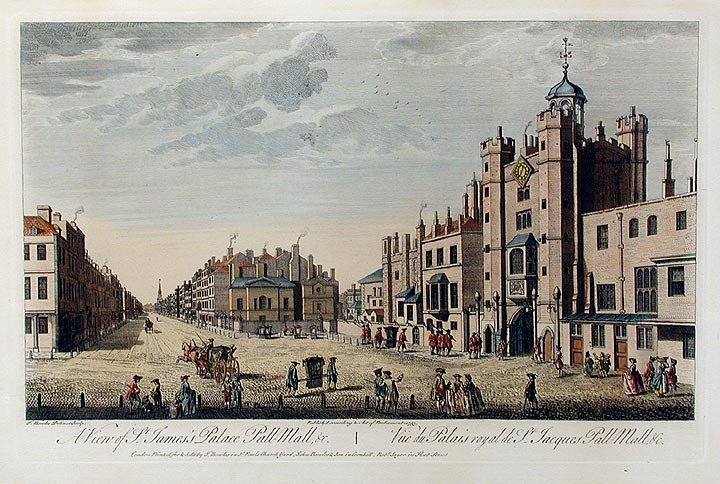
دربار سلطنتی حاکمان بریتانیا

دربار سینت جیمز (انگلیسی: Court of St James's) دربار سلطنتی حاکم بریتانیا است.
همهٔ سفیران و کمیسرهای اعزام شده به بریتانیا رسماً از سوی دربار پذیرفته شده و همهٔ سفرا و کمیسرهای عالی بریتانیا رسماً استوارنامه خود را از دربار و نه بریتانیا دریافت می‌کنند چرا که آنها نماینده تاج هستند.